# Odyssey Engine
L'Odyssey Engine è un motore grafico sviluppato dalla software house canadese BioWare, concepito per supportare il videogioco di ruolo, dedicato all'universo di Guerre stellari, Star Wars: Knights of the Old Republic.

## Caratteristiche
Al pari di quanto fatto con l'Aurora Engine, l'anno precedente in Neverwinter Nights, l'Odyssey può considerarsi a tutti gli effetti una sua evoluzione con vari perfezionamenti. BioWare migliorò ulteriormente il rendering in reale grafica 3D, che era già stato aggiunto con l'Aurora, e oltre a questo implementò per la prima volta l'utilizzo del motion capture facciale per i personaggi.
La struttura open world del motore grafico fu potenziata, permettendogli di generare ambienti di gioco fino a 3 volte più estesi rispetto a quello che era in grado di fare l'Aurora; questo però rese Odyssey molto più pesante rispetto alla sua versione precedente e, nonostante il supporto minimo alla risoluzione di 800×600 pixel, richiedeva, in linea di massima, un hardware piuttosto potente per garantire una buona fluidità. Nonostante non fosse una feature inizialmente programmata, tramite la patch 1.03, venne aggiunta al motore grafico la capacità di supportare la modalità widescreen per schermi a 16:9.
L'Odyssey Engine ha rappresentato, inoltre, per BioWare, la prima sfida nel lavorare su un motore grafico destinato in partenza principalmente ad una console, ovvero l'Xbox di Microsoft, sulla quale Star Wars: Knights of the Old Republic venne infatti pubblicato con svariati mesi di anticipo rispetto alla versione PC. Successivamente lo stesso motore grafico è stato utilizzato anche per l'action RPG Jade Empire, uscito nel 2005 e per il sequel di Knights of the Old Republic, ovvero Star Wars: Knights of the Old Republic II: The Sith Lords, sviluppato da Obsidian Entertainment e pubblicato nel dicembre 2004.